# Rhonda Byrne
Rhonda Byrne (* 26. August 1945 in Melbourne, Australien) ist eine esoterische australische Drehbuchautorin, Buchautorin und Produzentin von Radio- und Fernsehsendungen.

## Leben
Byrne war zuerst Produzentin von Radiosendungen, danach stieg sie ins Fernsehgeschäft ein. Berühmt wurde sie durch das Selbsthilfebuch und den Dokumentarfilm The Secret, die im Jahr 2006 herauskamen. Darin geht es über die Macht von positiven Gedanken und das sogenannte Manifestieren, das auch als „Gesetz der Anziehung“ bezeichnet wird. Ebenso bekannt sind ihre weiteren Bücher aus der Secret-Reihe, die in etwa fünfzig Sprachen übersetzt und über 34 Millionen Mal gedruckt wurden. Sie startete beim australischen Fernsehsender Nine Networks ihre Fernsehkarriere. Sie war auch für andere australische TV-Sendungen verantwortlich (The World's Greatest Commercials, UFOs in Australia).

## Werke
| Erscheinungsjahr: | Original Buchtitel:                                     |
| ----------------- | ------------------------------------------------------- |
| 2006              | The Secret                                              |
| 2007              | The Secret Gratitude Book                               |
| 2010              | The Power                                               |
| 2012              | The Magic                                               |
| 2013              | The Hero                                                |
| 2013              | The Secret Daily Teaching                               |
| 2016              | The Secret The 10th Anniversary Edition                 |
| 2016              | How The Secret Changed My Life Real People Real Stories |
| 2020              | The Greatest Secret                                     |
| 2022              | The Secret to Love, Health, and Money: A Masterclass    |
| 2023              | The Secret - Manifestation Cards                        |

| Erscheinungsjahr | Filmtitel                                                      |
| ---------------- | -------------------------------------------------------------- |
| 2006             | The Secret                                                     |
| 2020             | The Secret – Traue dich zu träumen (The Secret: Dare to Dream) |

## Kritik
Der Ursprung von Byrnes Denkweise liegt in der Neugeist-Bewegung des 19. Jahrhunderts, die sich später auch im Positiven Denken, Visualisieren und Manifestieren gezeigt hat. Diesen Bewegungen geht es vor allem um das eigene Glück, um Wohlstand und die Erfüllung eigener Wünsche. Schwierige Umstände wie Armut, Leid und Krankheit werden dabei ausgeblendet und ignoriert. Der evangelische Theologe Manuel Schmid bezeichnete ihre Denkweise als Ideologie mit Wahrheitsmomenten, die insgesamt überheblich, selbstbetrügerisch und unbarmherzig sei.